# Sforziada

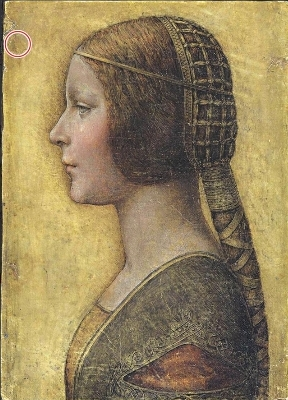
Portret La Bella Principessa przypisywany Leonardowi da Vinci, mogący pochodzić z egzemplarza Sforziady

Sforziada (wł. La Sforziada, łac. Commentarii rerum gestarum Francisci Sfortiae) – dzieło Giovanniego Simonetty (Ioannes Simonetta) z lat 70. XV wieku poświęcone Franciszkowi Sforzy, władcy Mediolanu i założycielowi dynastii Sforzów.

## Wydania
Dzieło trzykrotnie wydał w Mediolanie w swojej oficynie Antonio Zarotto (Antonius Zarotus):
- w 1483 po łacinie
- w 1486 po łacinie
- w 1490 po włosku (in lingua fiorentina)

Mecenasem i promotorem wszystkich wydań był Ludwik Sforza, syn Franciszka. Cześć edycji została wydrukowana na pergaminie oraz ozdobiona iluminacjami Giovanniego Pietro Birago, będącymi jednymi z najwybitniejszych zabytków sztuki lombardzkiej XV wieku.
Z edycji z 1490, tłoczonej na pergaminie oraz iluminowanej, zachowały się cztery egzemplarze. Na podstawie różnic w symbolice dekoracji kart ustalono, że adresatami poszczególnych egzemplarzy byli:
- Ludwik Sforza (egzemplarz w British Library)
- Gian Galeazzo Sforza (egzemplarz w Bibliothèque Nationale w Paryżu)
- Galeazzo Sanseverino (egzemplarz w Bibliotece Narodowej w Warszawie)
- książęca biblioteka w Pawii (fragment egzemplarza w Galerii Uffizi we Florencji)

## Egzemplarz w Bibliotece Narodowej

### Opis
Egzemplarz przechowywany w Bibliotece Narodowej w Warszawie pochodzi z depozytu Biblioteki Ordynacji Zamojskiej w Warszawie. Wymiary książki to 34x23,8 cm.
Szczególnie cenna jest siódma karta dzieła, na której znajdują się: tytuł, portret Franciszka Sforzy, bordiury na marginesach (lewy, górny, prawy) oraz alegoryczna miniatura figuralna z postaciami putt, symbolizującymi osobistości z dworu w Mediolanie (dolny margines). Centralnie umieszczone ciemnoskóre putto symbolizuje Ludwika Sforzę, który nosił nadane przez ojca przezwisko Il Moro – Maur, zaś ciemnoskóra dziewczynka obejmująca jednego z dworzan to nieślubna córka księcia, Bianka, oraz jej mąż Galeazzo Sanseverino .
Egzemplarz warszawski jest jedynym sygnowanym przez miniaturzystę – na karcie siódmej w podstawie prawej bordiury znajduje się podpis: „P[re]SB[yte]R IO[annes] PETR[u]S BIRAGUS FE[cit]”. Podpis ten umożliwił także przypisanie Giovanniemu Pietro Birago kilkunastu innych dzieł przechowywanych w różnych muzeach, a uznawanych wcześniej za anonimowe.

### Historia
Nie jest pewne, kiedy i w jakich okolicznościach Sforziada znalazła się w Polsce. Hipoteza, którą stawiali Bogdan Horodyski i Alodia Kawecka-Gryczowa, że egzemplarz trafił do Polski w 1518 wraz z królową Boną z okazji jej ślubu z Zygmuntem Starym, nie znalazła potwierdzenia. Mógł jednak zostać przekazany Bonie i Zygmuntowi w późniejszym czasie, a potem odziedziczony przez ich syna, Zygmunta Augusta. Następnie po śmierci władcy trafił do zbiorów Jana Zamoyskiego, być może podarowany przez Annę Jagiellonkę lub zabrany osobiście przez Zamoyskiego z księgozbioru królewskiego w Tykocinie.
Pierwsza udokumentowana wzmianka dotycząca egzemplarza pochodzi ze spisu inwentarza biblioteki Akademii Zamojskiej z 1675. Po raz kolejny dzieło wymienione jest w spisie książek akademii z 1776. W początkach XIX w. egzemplarz księgi został przeniesiony do nowo powstałej Biblioteki Ordynacji Zamojskiej w Warszawie w Pałacu Błękitnym. Z tego okresu pochodzi wklejony do dzieła ekslibris o treści: „Z BIBLIOTEKI ORDYNACJI ZAMOYSKIEJ W WARSZAWIE ROKU 1815”. Nie oznacza to jednak, że dokładnie w 1815 egzemplarz był już w Warszawie, gdyż wiele książek znajdujących się w bibliotece otrzymało ten ekslibris później. Sforziada jest za to wymieniona w dokładnym spisie książek z 1836. W czasie powstania warszawskiego Niemcy spalili Bibliotekę Ordynacji Zamoyskich, Sforziada znalazła się jednak wśród nielicznych ocalałych książek. W 1946 Jan Tomasz Zamoyski przekazał kolekcję zachowanych dzieł, w tym Sforziadę, do Biblioteki Narodowej w Warszawie. Od 2024 egzemplarz prezentowany jest na wystawie stałej w Pałacu Rzeczypospolitej.

## La Bella Principessa
W 2010 Martin Kemp i Pascal Cotte opublikowali pracę, w której postawili tezę, że wykonany na pergaminie portret La Bella Principessa, dotąd uznawany za anonimową grafikę niemiecką z XIX w., jest w istocie autorstwa Leonarda da Vinci. Osobą przedstawioną na portrecie może być zaś Bianka Sforza. W toku dalszych badań postanowili sprawdzić hipotezę, że portret może pochodzić z egzemplarza Sforziady przechowywanego w Bibliotece Narodowej w Warszawie. W styczniu 2011 przeprowadzili badania egzemplarza w Warszawie . Na podstawie badań stwierdzili, że portret mógł pierwotnie być częścią warszawskiego egzemplarza Sforziady i znajdować się za tekstem wstępnym, a przed kartą z iluminacjami Giovanniego Pietro Birago. Wskazuje na to m.in. podobieństwo welinu, na którym wykonana jest i książka, i portret, a także odpowiadające sobie ślady zszyć. Nie jest pewne, kiedy portret został oddzielony od książki – jednym z możliwych okresów jest przełom XVIII i XIX wieku.